# Neuland
Neuland é um distrito e cidade do Paraguai, Departamento Boquerón. Possui uma população de 1500 habitantes. Sua economia é baseada na agricultura e pecuária.